# Герберт Золер
Герберт Золер (нім. Herbert Sohler; 25 липня 1908, Аттендорн — 22 червня 1991) — німецький офіцер-підводник, корветтен-капітан крігсмаріне.

## Біографія
1 квітня 1928 року вступив в рейхсмаріне. З травня 1937 по 3 квітня 1938 року пройшов курс підводника. З 4 квітня по 31 липня 1938 року — командир підводного човна U-10, з 2 листопада 1938 по 21 травня 1940 року — U-46, на якому здійснив 5 походів (разом 133 дні в морі). З травня 1940 року — командир 7-ї флотилії підводних човнів. З лютого 1944 по травень 1945 року — командир 2-го дивізіону військово-морського училища в Фленсбурзі-Мюрвіку.
Всього за час бойових дій потопив 2 кораблі загальною водотоннажністю 7952 тонни.
| Дата           | Назва корабля    | Тип               | Тоннаж | Вантаж                                         | Екіпаж | Загинули | Країна             | Конвой |
| -------------- | ---------------- | ----------------- | ------ | ---------------------------------------------- | ------ | -------- | ------------------ | ------ |
| 17 жовтня 1939 | City of Mandalay | Торговий пароплав | 7,028  | Генеральні вантажі, включаючи чай, гуму і саго | 85     | 7        | Британська імперія | HG-3   |
| 21 грудня 1939 | Rudolf           | Торговий пароплав | 924    | Баласт                                         | 15     | 0        | Норвегія           |        |

## Звання
- Кандидат в офіцери (1 квітня 1928)
- Морський кадет (10 жовтня 1928)
- Фенріх-цур-зее (1 січня 1930)
- Оберфенріх-цур-зее (1 квітня 1932)
- Лейтенант-цур-зее (1 жовтня 1932)
- Оберлейтенант-цур-зее (1 вересня 1934)
- Капітан-лейтенант (1 червня 1937)
- Корветтен-капітан (1 липня 1942)

## Нагороди
- Німецька імперська відзнака за фізичну підготовку
- Медаль «За вислугу років у Вермахті» 4-го класу (4 роки)
- Нагрудний знак підводника
- Залізний хрест 2-го і 1-го класу